# Avcen Jetpod
El Jetpod es una aeronave en proceso de prototipo que está siendo desarrollada por la compañía inglesa Avcen. Es parecido al Moller Skycar, y se prevé que pueda estar disponible para el 2010. Se harán 37.000 taxis voladores. No se eleva verticalmente pero puede despegar en un espacio de corto y se prevé que podrá transportar hasta 7 personas.
Es también un modelo STOL.

### Imágenes del Jetpod
- Jetpod búsqueda de imágenes en Google
- Jetpod búsqueda de imágenes en Google

- Datos: Q300134